# Jos van Hest
Jos van Hest (Eindhoven, 1946) is een Nederlandse dichter en schrijver.

## Biografie
Van Hest studeerde Nederlands en Theaterwetenschappen. Hij debuteerde in 1968 met de gedichtenbundel Tegen beter weten. In 1998 ontving hij samen met Saskia van der Valk de Jenny Smelik-IBBY-prijs voor het jeugdboek Feestverhalen. Voor zijn werk op het gebied van cultuureducatie en poëzie werd hij in 2010 benoemd tot ridder in de Orde van Oranje-Nassau.
Van Hest schrijft ook proza, vooral educatieve uitgaven voor kinderen en opleiders. Hij heeft meegewerkt aan een aantal vertalingen van Chinese verhalen voor kinderen. Hij geeft poëzieles aan leerlingen in het voortgezet onderwijs. Van Hest is redacteur voor het Poëziefonds OPEN van Uitgeverij U2pi. Sinds 2004 presenteert Van Hest het OBA Open Podium in de Openbare Bibliotheek Amsterdam. 

## Werken
Dichtbundels: 
- Tegen beter weten (1968)
- Vogelverschrikkers van Kimolos (1982)
- Zie hoe eenvoudig (1990)
- doei roos ik zal je missen (2006)
- Veel en veel mooier (2010)
- In ieder hoofd zit een ander hoofd (2012)

- Digitale Bibliotheek voor de Nederlandse Letteren: hest001
- Gemeinsame Normdatei: 1139364545
- International Standard Name Identifier: 0000 0003 6635 9027
- Library of Congress Control Number: no2005036062
- Nederlandse Thesaurus van Auteursnamen: 075001942
- Système universitaire de documentation: 181388618
- Virtual International Authority File: 231678591
- WorldCat: E39PBJqBpdJ9dqYGjxJhkqxJjC